# Lucas Cranach el Jove
Lucas Cranach el Jove (Wittenberg, 4 d'octubre de 1515 – Weimar, 25 de gener de 1586) fou un artista renaixentista alemany, conegut per les seves xilografies i pintures.

## Biografia
Fill de Lucas Cranach el Vell. Fou aprenent del seu pare a partir del 1525 i després la seva rellevància va créixer. Va treballar en el taller de la família, amb el seu germà Hans Cranach, qui va morí prematurament el 1537.
Els estils de Lucas pare i Lucas fill són tant semblants que s'han trobat dificultats per tal de diferenciar obres i atribuir-les a un o altre, sobretot a partir de la dècada de 1530 i de la mort del seu germà Hans. A partir d'aquesta època i, en part per l'avançada edat, Cranach pare delega, en el seu fill i en altres ajudants, la realització de moltes pintures que presenten fluctuacions de qualitat.
El 1540, Cranach el Jove es casa amb Barbara Brück, filla de Gregor von Brück (Canceller de l'elector de Saxònia Frederic el Savi). Després, vidu, es torna a casar amb Magdalene Schurff, neboda de Philipp Melanchthon, un humanista reputat a qui va retrar en vàries ocasions. El 1550, durant la captivitat del seu pare, es fa càrrec del taller i quan el seu pare mor, el 1553, ell continua amb la seva activitat.
Del 1549 al 1568, forma part del consell municipal de Wittenberg, ocupant successivament els càrrecs de canceller i de burgomaestre. Els encàrrecs dels prínceps de Saxònia n'asseguren la seva prosperitat fins al seva mort, el 1586.